# Peire Guilhem de Tolosa

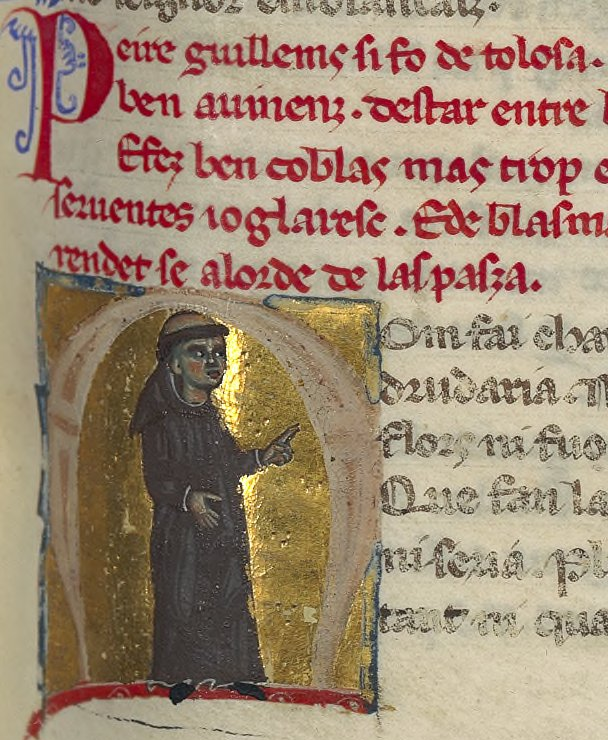
BnF ms. 12473 fol. 95; cançoner K

Peire Guilhem de Tolosa (o Guillem) (fl. mitjans s. XIII) fou un trobador occità. Se'n conserva una composició.

## Vida
Es conserva una vida de Peire Guilhem de Tolosa que diu que Peire Guilhem era de Tolosa, i un home cortès que podia alternar amb les bonas genz (= la gent noble). I que feia cobles, però en feia massa (mas trop en fazia) i també sirventesos joglarescs i per blasmar els barons. I que es retirà a l'orde de la Spaza. Les miniatures dels cançoners el representen així.
Del nombre excessiu de cobles que, segons la vida, feia no n'ha quedat testimoni. Només una tençó amb Sordel i, encara, d'autoria discutida amb Peire Guilhem de Luserna. Es discuteix també l'atribució d'alguna altra composició.

## Obra
- La tençó En Sordell, qe vos es semblan té el número PC 344,3a = 437,15, ja que Pillet i Carstens[1] l'atribueixen a Peire Guilhem de Luserna. Tanmateix Boni, editor de Sordel, creu que és de Peire Guilhem de Tolosa.[2] En tot cas, aquesta composició és anterior a la mort de Blacatz (ca. 1237).